# Wystupowytschi
Wystupowytschi (ukrainisch Виступовичі; russisch Выступовичи Wystupowitschi) ist ein Dorf im Norden der ukrainischen Oblast Schytomyr mit etwa 80 Einwohnern (2006).
Das Dorf wurde 1475 gegründet, durch die Nuklearkatastrophe von Tschernobyl wurde das Gebiet im April 1986 radioaktiv kontaminiert.

## Geographie
Wystupowytschi liegt an der Regionalstraße P–28 38 km nordöstlich vom ehemaligen Rajonzentrum Owrutsch und 170 km nördlich vom Oblastzentrum Schytomyr nahe der Grenze zum belarussischen Rajon Jelsk.
Am 12. Juni 2020 wurde das Dorf zum Zentrum der neugegründeten Stadtgemeinde Owrutsch, bis dahin bildete sie die gleichnamige Landratsgemeinde Rudnja (Руднянська сільська рада/Rudnjanska silska rada) im Norden des Rajons Owrutsch.
Am 17. Juli 2020 kam es im Zuge einer großen Rajonsreform zum Anschluss des Rajonsgebietes an den Rajon Korosten.

## Persönlichkeiten
- Wiktor Muschenko (* 1961), Generaloberst, Generalstabschef und Chef der Streitkräfte der Ukraine